# Precious Dede
Precious Dede (18 gennaio 1980) è un'ex calciatrice nigeriana, per oltre un decennio portiere della Nazionale nigeriana.

## Carriera

### Club
Il 30 marzo 2009 Dede firma un contratto di un anno per giocare nell'Arna-Bjørnar Fotball di Bergen in Norvegia. Precious venne presa per sostituire il portiere infortunato Erika Skarbø.

### Nazionale
Precious Dede ha giocato per la propria nazionale in diverse edizioni del Campionato mondiale femminile di calcio, nello specifico nelle edizioni 2003, 2007, 2011, 2015. In tutte le edizioni però la sua squadra viene eliminata nella fase a gironi.
Ai Giochi olimpici ha partecipato nelle edizioni 2000, 2004 e 2008. Nelle edizioni 2000 e 2008 viene eliminata nella fase a gironi mentre nel 2004 la Germania elimina le africane agli ottavi con il risultato di 2 a 1.
Precious Dede ha partecipato alla sua prima Coppa delle Nazioni Africane femminile nell'edizione 2008 in cui la Nigeria è giunta al terzo posto grazie alla vittoria nella finalina per 5 a 4 arrivata dopo i calci di rigore (nei tempi regolamentari la partita era finita 1 a 1). Successivamente nell'edizione 2010 vince il titolo grazie alla vittoria in finale per 4-2 contro la Nazionale di calcio femminile della Guinea Equatoriale. Il Campionato africano femminile di calcio 2012 si rileva invece amaro per la Nazionale che giunge solo al quarto posto. Si riaggiudica il titolo nell'edizione 2014 grazie alla vittoria in finale contro il Camerun per 2 a 0.

## Palmarès

### Nazionale
- Campionato africano femminile di calcio: 2

2010, 2014